# Clanmutter

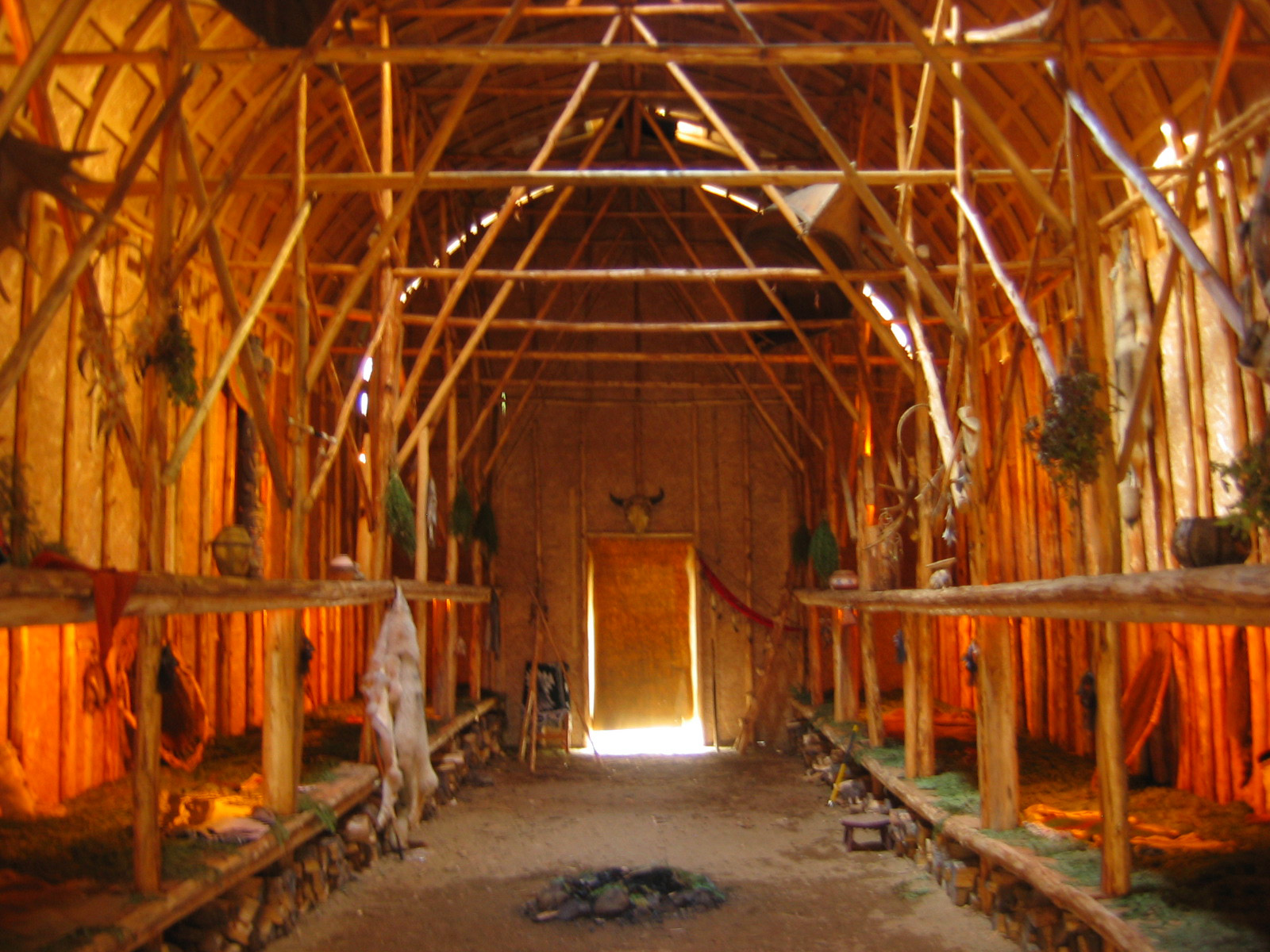
Innenansicht eines Langhauses (Mokotakan-Freilichtmuseum, kanadische Provinz Québec, 2007)

Clanmutter oder Klanmutter (englisch clan matron „Matrone“) bezeichnet in der Ethnologie (Völkerkunde) die Leiterin eines nach der Mütterlinie (matrilinear) geordneten Clans, normalerweise eine der ältesten und erfahrensten Frauen der Großfamilie. Viele nordamerikanische Indianer-Stämme organisierten sich in Clans (Familienverbänden), die ihre gemeinsame Verwandtschaft und Abstammung (Deszendenz) von einer ursprünglichen Stammmutter herleiteten. Clans können aber im Allgemeinen eine solche zumeist sagenhafte Herkunft nur ungenau oder widersprüchlich ableiten („fiktive Genealogie“).
Weltweit gibt es über 150 matrilineare Ethnien und indigene Völker, von denen viele sich in Clans organisieren, die von Frauen geleitet werden; auch in diesen Fällen wird von Clanmüttern gesprochen.

## Clanstrukturen der Irokesen
Die Irokesen wohnten in mit 5 bis 20 Großfamilien besetzten Langhäusern. Ein oder mehrere Langhäuser bildeten zusammen einen Clan, dessen Oberhaupt die Clanmutter war. Ihr zur Seite stand ein von Frauen gewählter Clanhäuptling, alle Clanmütter und -häuptlinge gemeinsam bildeten den Stammesrat. Hier hatten die Frauen mit den meisten Kindern das größte Stimmgewicht. Die politische Willensbildung vollzog sich in getrennten Versammlungen von Frauen und Männern. Im Anschluss daran wurde eine Übereinstimmung (Konsens) zwischen beiden Gruppen gesucht. Alle wichtigen Personen wurden von Frauen gewählt – waren sie ihrer Aufgabe nicht gewachsen, konnten sie wieder abgesetzt werden.
Die matrilineare Großfamilie lebte als Abstammungsgruppe (Matri-Lineage) zusammen, geleitet von einer Lineage-Mutter (lineage matron). Dies sicherte den Frauen der Irokesen weitreichende Rechte. Ohne Zustimmung der matrons konnte kein Krieg geführt werden, eine Mutter konnte ihrem Sohn die Teilnahme an einem Kriegszug verwehren. Außerdem konnte sie darüber entscheiden, ob ein Gefangener adoptiert und in den Clan aufgenommen, oder ob er getötet wurde. Die Frauen besaßen auch das Ackerland außerhalb der Dörfer, das sie gemeinsam bewirtschafteten. Alle Kinder einer Frau gehörten nur zu ihrer mütterlichen Linie und waren damit Angehörige auch ihres Clans; die biologische Herkunft vom Vater – sofern bekannt – war ohne weitergehende Bedeutung. Das Erbrecht und der Familienname ging von der Mutter auf die Tochter oder das verwandtschaftlich nächste weibliche Mitglied der Familie über. Söhne und Töchter blieben zeitlebens im Langhaus ihres mütterseitigen Clans wohnen und trugen zu dessen Unterhalt bei. Nach der Heirat besuchte der Mann seine Frau zeitweilig in deren Langhaus, besaß dort aber keine Rechte (siehe Besuchsehe). Gemeinsame Kinder gehörten zur Mutter und ihrem Clan. Die soziale Vaterschaft und Erziehung für die Kinder seiner Schwestern übernahm häufig ihr Bruder (Avunkulat, siehe auch Oheim: Mutterbruder, der mutterseitige Onkel) oder ein anderer naher Verwandter der Mutter. In den Clanhäusern gab es keinerlei sexuelle Gewalt, Mädchen war vorehelicher Geschlechtsverkehr nicht verboten, von ihnen wurde weder Jungfräulichkeit noch Keuschheit erwartet.
Nach der Unterwerfung der Irokesen durch die weißen Amerikaner wurde 1847 die Kleinfamilie gesetzlich unter männliche Führung gestellt und zur wirtschaftlichen Grundeinheit erklärt. Ein 1869 in Kanada erlassenes Gesetz verpflichtete die dort lebenden Irokesen zur väterseitigen Erbfolge (Patrilinearität).
In den 1970er Jahren bestand der Stammesrat des Irokesen-Stammes der Seneca aus 16 Häuptlingen, die traditionell von der Clanmutter in Absprache mit anderen Frauen des Clans ausgewählt wurden.